# Fausto Maria Sciarappa
Fausto Maria Sciarappa (Verona, 18 novembre 1966) è un attore e produttore cinematografico italiano.

## Biografia
Nato a Verona, trascorre i primi anni della sua infanzia tra Verona, Torino e Roma per poi stabilirsi con la famiglia a Novara nel 1976. Nel 1992 si trasferisce in Inghilterra per lavoro; nel 1998 si diploma alla "Birmingham School of Speech and Drama". Dopo i primi lavori tra il teatro e la TV britannici, esordisce nel 2000 nel cinema francese, diretto da Jacques Rivette in Chi lo sa?, con Sergio Castellitto e Jeanne Balibar. Rientrato in Italia nel 2002, si divide tra teatro, cinema e TV.
Assume popolarità interpretando la parte dell'agente dei servizi segreti Zeta nelle 2 stagioni della serie SKY Romanzo criminale e del professor Enzo Vivaldi nelle 3 stagioni di Fuoriclasse.
Nel 2016 Carmine Elia gli affida il ruolo di coprotagonista Valerio Lorenzi nella serie La porta rossa. Nel 2018 partecipa al film Made in Italy di Luciano Ligabue nel ruolo di Carnevale. Nel 2019 è nel cast della serie TV Il nome della rosa ed è uno dei protagonisti della fiction Mediaset Il silenzio dell'acqua.
Nel 2020 è nel cast delle serie Rai Bella da morire, Mare fuori e L'Alligatore. Nel 2021 entra nel cast della serie Netflix Guida astrologica per cuori infranti, mentre nel 2022 fa parte della fiction Rai Sopravvissuti e del film Netflix Per lanciarsi dalle stelle.
Nel 2024 interpreta il poliziotto Claudio Maganza nella serie Il clandestino, diretta da Rolando Ravello e andata in onda su Rai 1.

## Filmografia

### Attore

#### Cinema
- Chi lo sa? (Va savoir), regia di Jacques Rivette e Sergio Castellitto (2001)
- Bella Bettien, regia di Hans Pos (2002)
- La meglio gioventù, regia di Marco Tullio Giordana (2003)
- Una talpa al bioparco, regia di Fulvio Ottaviano (2004)
- Troppo belli, regia di Ugo Fabrizio Giordani (2005)
- I giorni dell'abbandono, regia di Roberto Faenza (2005)
- Il mistero di Lovecraft - Road to L., regia di Federico Greco e Roberto Leggio (2005)
- Giorno 122, regia di Fulvio Ottaviano e Stefano Soli (2005) - cortometraggio
- Il codice da Vinci (The Da Vinci Code), regia di Ron Howard (2006)
- La ragazza del lago, regia di Andrea Molaioli (2007)
- Scusa ma ti chiamo amore, regia di Federico Moccia (2008)
- Un giorno perfetto, regia di Ferzan Özpetek (2008)
- L'uomo che ama, regia di Maria Sole Tognazzi (2008)
- Nessuno mai, regia di Sara Paolini (2010)
- Figli delle stelle, regia di Lucio Pellegrini (2010)
- Il gioiellino, regia di Andrea Molaioli (2011)
- Cavalli, regia di Michele Rho (2011)
- È nata una star?, regia di Lucio Pellegrini (2012)
- Sulla strada di casa, regia di Emiliano Corapi (2012)
- Viaggio sola, regia di Maria Sole Tognazzi (2013)
- Il Natale della mamma imperfetta, regia di Ivan Cotroneo (2013)
- Oro verde, regia di Mohammed Soudani (2014)
- Sotto una buona stella, regia di Carlo Verdone (2014)
- Io e lei, regia di Maria Sole Tognazzi (2015)
- Inferno, regia di Ron Howard (2016)
- Slam - Tutto per una ragazza, regia di Andrea Molaioli (2017)
- Made in Italy, regia di Luciano Ligabue (2018)
- La Befana vien di notte, regia di Michele Soavi (2018)
- Va bene così, regia di Francesco Marioni (2021)
- Per lanciarsi dalle stelle, regia di Andrea Jublin (2022)
- I sogni abitano gli alberi, regia di Marco Della Fonte (2022)
- Cicatrici, regia di Paolo Civati (2023) - cortometraggio
- Ecciù, regia di Sole Tonnini (2023) - cortometraggio

#### Televisione
- Brum, regia di Vic Finch - serie TV, episodio 3x03 (2001)
- Cuore contro cuore, regia di Riccardo Mosca - serie TV, 1 episodio (2004)
- Taglia e cuci, regia di Gaia Gorrini - serie TV (2008)
- Terapia d'urgenza, regia di Alessandro Piva - serie TV, 1 episodio (2008)
- Romanzo criminale, regia di Stefano Sollima - serie TV, 18 episodi (2008-2010)
- Raffinati, regia di Emiliano Corapi - serie TV, episodio 1x01 (2009)
- La scelta di Laura, regia di Alessandro Piva - serie TV (2009)
- Via della rosa, regia di Robert Dornhelm - film TV (2010)
- Amanda Knox, regia di Robert Dornhelm - film TV (2011)
- Fuoriclasse, regia di Riccardo Donna e Tiziana Aristarco - serie TV (2011-2015)
- Mia, regia di Fulvio Ottaviano (2012)
- Benvenuti a tavola, regia di Lucio Pellegrini - serie TV, episodio 2x18 (2013)
- Rossella, regia di Carmine Elia - serie TV (2013)
- Una mamma imperfetta, regia di Stefano Chiantini - serie TV (2013)
- Questo è il mio paese, regia di Michele Soavi - serie TV (2015)
- Il sistema, regia di Carmine Elia - serie TV, episodi 1x02 e 1x03 (2016)
- Squadra antimafia - Il ritorno del boss, regia di Renato De Maria e Samad Zarmandili - serie TV, 7 episodi (2016)
- La porta rossa, regia di Carmine Elia - serie TV (2017)
- Non uccidere, regia di Lorenzo Sportiello - serie TV, episodio 2x02 (2017)
- La porta rossa - Seconda stagione, regia di Carmine Elia - serie TV, episodi 2x03 - 2x08 (2019)
- Il nome della rosa (The Name of the Rose), regia di Giacomo Battiato - miniserie TV (2019)
- Il silenzio dell'acqua, regia di Pier Belloni - serie TV (2019-2020)
- Bella da morire, regia di Andrea Molaioli - serie TV (2020)
- Mare fuori, regia di Carmine Elia, Milena Cocozza, Ivan Silvestrini - serie TV (2020-2021)
- L'Alligatore, regia di Daniele Vicari ed Emanuele Scaringi - serie TV (2020)
- Guida astrologica per cuori infranti, regia di Bindu De Stoppani e Michela Andreozzi – serie Netflix (2021, 2022 guest 2x06)
- Sopravvissuti, regia di Carmine Elia - serie TV (2022)
- Sei donne - Il mistero di Leila, regia di  Vincenzo Marra - serie TV, episodio 1x03 (2023)
- Vivere non è un gioco da ragazzi, regia di Rolando Ravello - serie TV, 4 episodi (2023)
- Noi siamo leggenda, regia di Carmine Elia - serie TV, episodi 1x09-1x12 (2023)
- La Rosa dell'Istria, regia di Tiziana Aristarco - film TV (2024)
- Il clandestino, regia di Rolando Ravello - serie TV (2024)
- Ninfa dormiente - I casi di Teresa Battaglia, regia di Kiko Rosati - serie TV (2024)
- Le onde del passato, regia di Giulio Manfredonia - serie TV (2025)

### Produttore
- PIIGS, regia di Adriano Cutraro, Federico Greco e Mirko Melchiorre (2017)

## Teatro
- I tre moschettieri, di Alexandre Dumas, regia di Michael Dyer (1998)
- Sogno di una notte di mezza estate, di William Shakespeare, regia di Michael Dyer (1998)
- I due gentiluomini di Verona, di William Shakespeare, regia di Michael Dyer (1998)
- Mother Courage and Her Children, di Bertolt Brecht, regia di Rob Swain (1998)
- Les lettres de mon moulin, di Alphonse Daudet, regia di Adam Roberts (1999)
- Il rompiballe, di Francis Veber, regia di Andrea Brambilla (2005)
- Prima pagina, di Ben Hecht e Charles MacArthur, regia di Francesco Tavassi (2008)
- Parete Nord, testo e regia di Edoardo Erba (2008)
- Amleto, di William Shakespeare, regia di Denis Fasolo (2009)
- La malattia della famiglia M., testo e regia di Fausto Paravidino (2011)
- Qualcosa, di Chiara Gamberale, regia di Roberto Piana (2018)
- La macchia, testo e regia di Fabio Pisano (2021)
- L'onesto fantasma, testo e regia di Edoardo Erba (2023-2024)